# Statistiques du tourisme au Québec
Cet article porte sur les principales statistiques caractérisant l'activité touristique au Québec. Il compile principalement les données fournies par le ministère du Tourisme du Québec.

## Marchés géographiques d'origine
Tourisme Québec répartit les touristes ayant voyagé au Québec selon quatre principales catégories de marchés géographiques : le Québec, les provinces canadiennes autres que le Québec, les États-Unis et les pays autres que les États-Unis.

### Tous marchés confondus

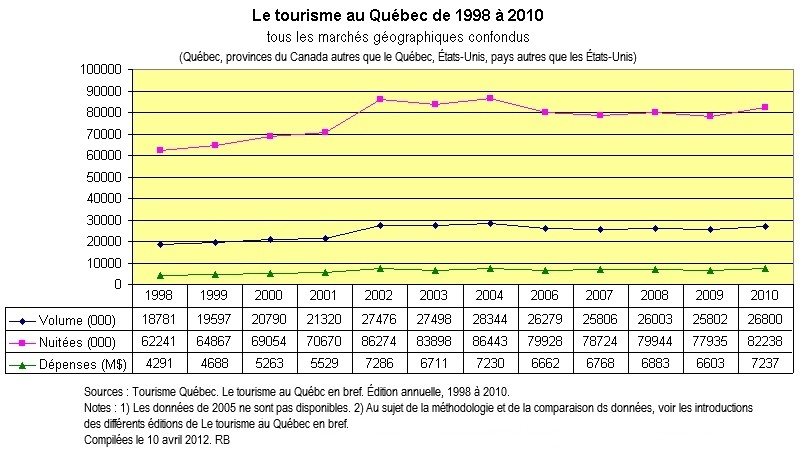
Statistiques du tourisme au Québec.

En 2017, 34 141 000 touristes de toutes les provenances ont voyagé au Québec durant un total de 108 362 000 nuitées et ont dépensé 9 772 000 000 $. En moyenne, chaque séjour a duré 3,2 nuitées au cours duquel chaque touriste a dépensé un total de 286 $, soit 90 $ par nuitée.
En 2018, le Québec comptait 96 millions de touristes et d'excursionnistes, soit 35 millions de touristes et 61 millions d'excursionnistes. Ils ont dépensé 14,4 milliards de dollars, soit 10,4 milliards de dollars par le touristes et 4 milliards de dollars par les excursionnistes.
|      | Volume (000) | Nuitées (000) | Dépenses (M$) | Durée moyenne de séjour (Nuitées) | Dépenses moyennes par séjour ($) | Dépenses moyennes par nuitée ($) |
| ---- | ------------ | ------------- | ------------- | --------------------------------- | -------------------------------- | -------------------------------- |
| 2017 | 31 126       | 87 035        | 7 515         | 2,8                               | 241                              | 86                               |
| 2016 | 32 617       | 110 839       | 8 833         | 3,4                               | 271                              | 80                               |
| 2015 | 32 277       | ND            | 7 823         | ND                                | 242                              | ND                               |
| 2014 | 31 126       | 87 035        | 7 515         | 2,8                               | 241                              | 86                               |
| 2013 | 29 407       | 83 469        | 6 980         | 2,8                               | 237                              | 84                               |
| 2012 | 30 680       | 88 977        | 7 312         | 2,9                               | 238                              | 82                               |
| 2011 | 28 681       | 85 960        | 6 785         | 3,0                               | 237                              | 79                               |
| 2010 | 26 800       | 82 238        | 7 237         | 3,1                               | 270                              | 88                               |
| 2009 | 25 802       | 77 935        | 6 603         | 3,0                               | 256                              | 85                               |
| 2008 | 26 003       | 79 944        | 6 883         | 3,1                               | 265                              | 86                               |
| 2007 | 25 806       | 78 724        | 6 768         | 3,1                               | 262                              | 86                               |
| 2006 | 26 279       | 79 928        | 6 662         | 3,0                               | 254                              | 83                               |
| 2004 | 28 344       | 86 443        | 7 230         | 3,0                               | 255                              | 84                               |
| 2003 | 27 498       | 83 898        | 6 711         | 3,1                               | 244                              | 80                               |
| 2002 | 27 476       | 86 274        | 7 286         | 3,1                               | 265                              | 84                               |
| 2001 | 21 320       | 70 670        | 5 529         | 3,3                               | 259                              | 78                               |
| 2000 | 20 790       | 69 054        | 5 263         | 3,3                               | 253                              | 76                               |
| 1999 | 19 597       | 64 867        | 4 688         | 3,3                               | 239                              | 72                               |
| 1998 | 18 781       | 62 241        | 4 291         | 3,3                               | 228                              | 69                               |

### Québec
En 2014, 24 742 000 touristes québécois ont voyagé au Québec durant un total de 55 906 000 nuitées et ont dépensé 3 752 000 000 $. En moyenne, chaque séjour a duré 2,3 nuitées au cours duquel chaque touriste québécois a dépensé un total de 152 $, soit 67 $ par nuitée.
|      | Volume (000) | Nuitées (000) | Dépenses (M$) | Durée moyenne de séjour (Nuitées) | Dépenses moyennes par séjour ($) | Dépenses moyennes par nuitée ($) |
| ---- | ------------ | ------------- | ------------- | --------------------------------- | -------------------------------- | -------------------------------- |
| 2014 | 24 742       | 55 906        | 3 752         | 2,3                               | 152                              | 67                               |
| 2013 | 22 919       | 52 102        | 3 520         | 2,3                               | 154                              | 68                               |
| 2012 | 24 018       | 56 069        | 3 896         | 2,3                               | 162                              | 69                               |
| 2011 | 22 547       | 54 108        | 3 453         | 2,4                               | 153                              | 64                               |
| 2010 | 20 615       | 51 158        | 3 917         | 2,5                               | 190                              | 77                               |
| 2009 | 20 335       | 50 147        | 3 537         | 2,5                               | 174                              | 71                               |
| 2008 | 20 197       | 50 031        | 3 609         | 2,5                               | 179                              | 72                               |
| 2007 | 19 621       | 48 992        | 3 475         | 2,5                               | 177                              | 71                               |
| 2006 | 20 028       | 50 544        | 3 366         | 2,5                               | 168                              | 67                               |
| 2004 | 21 359       | 55 690        | 3 666         | 2,6                               | 172                              | 66                               |
| 2003 | 20 884       | 55 213        | 3 557         | 2,6                               | 170                              | 64                               |
| 2002 | 19 815       | 53 127        | 3 450         | 2,7                               | 174                              | 65                               |
| 2001 | 14 989       | 42 029        | 2 431         | 2,8                               | 162                              | 58                               |
| 2000 | 14 482       | 40 101        | 2 251         | 2,8                               | 155                              | 56                               |
| 1999 | 13 036       | 36 662        | 1 831         | 2,8                               | 140                              | 50                               |
| 1998 | 12 733       | 35 939        | 1 678         | 2,8                               | 132                              | 47                               |

### Autres provinces canadiennes
En 2014, 3 301 000 touristes canadiens des provinces autres que le Québec ont voyagé au Québec durant un total de 9 932 000 nuitées et ont dépensé 1 099 000 000 $. En moyenne, chaque séjour a duré 3,0 nuitées au cours duquel chaque touriste canadien des autres provinces a dépensé un total de 333 $, soit 111 $ par nuitée.
|      | Volume (000) | Nuitées (000) | Dépenses (M$) | Durée moyenne de séjour (Nuitées) | Dépenses moyennes par séjour ($) | Dépenses moyennes par nuitée ($) |
| ---- | ------------ | ------------- | ------------- | --------------------------------- | -------------------------------- | -------------------------------- |
| 2014 | 3 301        | 9 932         | 1 099         | 3,0                               | 333                              | 111                              |
| 2013 | 3 646        | 10 091        | 1 187         | 2,8                               | 326                              | 118                              |
| 2012 | 3 780        | 11 626        | 1 244         | 3,1                               | 329                              | 107                              |
| 2011 | 3 206        | 10 542        | 1 177         | 3,3                               | 367                              | 112                              |
| 2010 | 3 341        | 11 272        | 1 200         | 3,4                               | 359                              | 106                              |
| 2009 | 2 747        | 8 603         | 1 000         | 3,1                               | 364                              | 116                              |
| 2008 | 2 803        | 9 187         | 971           | 3,3                               | 347                              | 106                              |
| 2007 | 3 138        | 10 288        | 1 074         | 3,3                               | 342                              | 104                              |
| 2006 | 3 053        | 9 293         | 1 067         | 3,0                               | 349                              | 115                              |
| 2004 | 3 644        | 11 770        | 1 219         | 3,2                               | 334                              | 104                              |
| 2003 | 3 589        | 11 740        | 1 091         | 3,3                               | 304                              | 93                               |
| 2002 | 4 109        | 13 887        | 1 419         | 3,4                               | 345                              | 102                              |
| 2001 | 2 979        | 9 442         | 858           | 3,2                               | 288                              | 91                               |
| 2000 | 2 892        | 9 682         | 809           | 3,3                               | 280                              | 84                               |
| 1999 | 3 095        | 10 574        | 735           | 3,4                               | 237                              | 69                               |
| 1998 | 2 786        | 9 938         | 698           | 3,6                               | 251                              | 70                               |

### États-Unis
En 2014, 1 850 000 touristes venant des États-Unis ont voyagé au Québec durant un total de 7 540 000 nuitées dépensant 1 244 millions de dollars. En moyenne, chaque séjour a duré 4,1 nuitées, et au cours de ce séjour chaque touriste venant des États-Unis a dépensé un total de 673 $, soit 165 $ par nuitée.
|      | Volume (000) | Nuitées (000) | Dépenses (M$) | Durée moyenne de séjour (Nuitées) | Dépenses moyennes par séjour ($) | Dépenses moyennes par nuitée ($) |
| ---- | ------------ | ------------- | ------------- | --------------------------------- | -------------------------------- | -------------------------------- |
| 2014 | 1 850        | 7 540         | 1 244         | 4,1                               | 673                              | 165                              |
| 2013 | 1 701        | 6 780         | 1 024         | 4,0                               | 602                              | 151                              |
| 2012 | 1 794        | 6 748         | 1 009         | 3,8                               | 563                              | 150                              |
| 2011 | 1 791        | 6 935         | 1 044         | 3,9                               | 583                              | 151                              |
| 2010 | 1 805        | 6 728         | 1 027         | 3,7                               | 569                              | 153                              |
| 2009 | 1 727        | 6 450         | 984           | 3,7                               | 570                              | 153                              |
| 2008 | 1 837        | 6 893         | 1 067         | 3,8                               | 581                              | 155                              |
| 2007 | 1 981        | 7 278         | 1 161         | 3,7                               | 586                              | 159                              |
| 2006 | 2 108        | 7 779         | 1 202         | 3,7                               | 570                              | 154                              |
| 2004 | 2 363        | 8 515         | 1 386         | 3,6                               | 587                              | 163                              |
| 2003 | 2 224        | 7 792         | 1 217         | 3,5                               | 547                              | 156                              |
| 2002 | 2 555        | 9 206         | 1 454         | 3,6                               | 569                              | 158                              |
| 2001 | 2 336        | 8 423         | 1 281         | 3,6                               | 549                              | 152                              |
| 2000 | 2 254        | 7 907         | 1 139         | 3,5                               | 505                              | 144                              |
| 1999 | 2 198        | 7 396         | 1 081         | 3,4                               | 492                              | 146                              |
| 1998 | 2 082        | 6 688         | 924           | 3,2                               | 444                              | 138                              |

En 1962, sort un court métrage documentaire, Québec-U.S.A. ou l'invasion pacifique, réalisé par Claude Jutra et Michel Brault à l'ONF (27 min 42 s), et portant sur les nombreux touristes américains qui visitent le Québec au début des années 1960. Selon le synopsis rédigé par l'ONF cette année-là (1962), « Armés de leurs appareils photographiques, ils sont curieux de découvrir le Canada français et ses habitants. Ce film capte aussi avec beaucoup d’humour le regard des gens de la ville de Québec sur ces touristes américains qui viennent les voir. »

### Autres pays
En 2014, 1 234 000 touristes d'autres pays (France, Royaume-Uni, Allemagne, Chine, Italie, etc.) ont voyagé au Québec durant un total de 13 657 000 nuitées et ont dépensé 1 419 000 000 $. En moyenne, chaque séjour a duré 11,1 nuitées au cours duquel chaque touriste d'autres pays a dépensé un total de 1 150 $, soit 104 $ par nuitée.
|      | Volume (000) | Nuitées (000) | Dépenses (M$) | Durée moyenne de séjour (Nuitées) | Dépenses moyennes par séjour ($) | Dépenses moyennes par nuitée ($) |
| ---- | ------------ | ------------- | ------------- | --------------------------------- | -------------------------------- | -------------------------------- |
| 2014 | 1 234        | 13 657        | 1 419         | 11,1                              | 1150                             | 104                              |
| 2013 | 1 141        | 14 496        | 1 249         | 12,7                              | 1094                             | 86                               |
| 2012 | 1 088        | 14 534        | 1 163         | 13,4                              | 1069                             | 80                               |
| 2011 | 1 137        | 14 375        | 1 112         | 12,6                              | 978                              | 77                               |
| 2010 | 1 039        | 13 080        | 1 093         | 12,6                              | 1052                             | 84                               |
| 2009 | 993          | 12 734        | 1 081         | 12,8                              | 1089                             | 85                               |
| 2008 | 1 166        | 13 834        | 1 235         | 11,9                              | 1059                             | 89                               |
| 2007 | 1 067        | 12 166        | 1 058         | 11,4                              | 992                              | 87                               |
| 2006 | 1 090        | 12 312        | 1 027         | 11,3                              | 942                              | 83                               |
| 2004 | 979          | 10 468        | 959           | 10,7                              | 980                              | 92                               |
| 2003 | 800          | 9 152         | 845           | 11,4                              | 1056                             | 92                               |
| 2002 | 997          | 10 054        | 962           | 10,1                              | 965                              | 96                               |
| 2001 | 1 016        | 10 776        | 958           | 10,6                              | 944                              | 89                               |
| 2000 | 1 162        | 11 354        | 1 064         | 9,8                               | 916                              | 94                               |
| 1999 | 1 258        | 10 235        | 1 040         | 8,1                               | 820                              | 102                              |
| 1998 | 1 180        | 9 676         | 991           | 8,2                               | 840                              | 102                              |

Le tableau suivant donne les 10 principaux pays d'origine des touristes au Québec provenant de pays autres que les États-Unis. La France reste ce premier pays d'origine. La deuxième position est occupée par le Royaume-Uni. Au cours des dernières années, l'Allemagne et le Mexique se sont disputé la troisième place.
|      | 1er rang | 2e          | 3e        | 4e        | 5e        | 6e        | 7e        | 8e        | 9e        | 10e          |
| ---- | -------- | ----------- | --------- | --------- | --------- | --------- | --------- | --------- | --------- | ------------ |
| 2017 | ND       | ND          | ND        | ND        | ND        | ND        | ND        | ND        | ND        | ND           |
| 2016 | France   | Royaume-Uni | Chine     | Allemagne | Mexique   | Australie | Suisse    | Italie    | Belgique  | Brésil       |
| 2015 | France   | Royaume-Uni | Australie | Chine     | Allemagne | Mexique   | Italie    | Suisse    | Japon     | Belgique     |
| 2014 | France   | Royaume-Uni | Allemagne | Chine     | Italie    | Australie | Mexique   | Suisse    | Brésil    | Belgique     |
| 2013 | France   | Royaume-Uni | Allemagne | Suisse    | Australie | Italie    | Mexique   | Brésil    | Belgique  | Chine        |
| 2012 | France   | Royaume-Uni | Allemagne | Chine     | Suisse    | Belgique  | Italie    | Mexique   | Brésil    | Australie    |
| 2011 | France   | Royaume-Uni | Allemagne | Suisse    | Chine     | Italie    | Belgique  | Mexique   | Japon     | Espagne      |
| 2010 | France   | Royaume-Uni | Allemagne | Italie    | Suisse    | Belgique  | Australie | Chine     | Mexique   | Brésil       |
| 2009 | France   | Royaume-Uni | Allemagne | Mexique   | Suisse    | Italie    | Belgique  | Espagne   | Australie | Japon        |
| 2008 | France   | Royaume-Uni | Mexique   | Allemagne | Italie    | Espagne   | Japon     | Suisse    | Australie | Belgique     |
| 2007 | France   | Royaume-Uni | Mexique   | Allemagne | Italie    | Espagne   | Suisse    | Japon     | Espagne   | Australie    |
| 2006 | France   | Royaume-Uni | Mexique   | Allemagne | Italie    | Japon     | Suisse    | Belgique  | Chine     | Corée du Sud |
| 2004 | France   | Royaume-Uni | Allemagne | Mexique   | Japon     | Suisse    | Italie    | Belgique  | Australie | Chine        |
| 2003 | France   | Royaume-Uni | Mexique   | Allemagne | Suisse    | Japon     | Italie    | Belgique  | Chine     | Pays-Bas     |
| 2002 | France   | Royaume-Uni | Allemagne | Japon     | Italie    | Mexique   | Suisse    | Chine     | Belgique  | Espagne      |
| 2001 | France   | Royaume-Uni | Allemagne | Mexique   | Japon     | Suisse    | Belgique  | Australie | Italie    | Chine        |
| 2000 | France   | Royaume-Uni | Allemagne | Japon     | Mexique   | Suisse    | Italie    | Chine     | Taiwan    | Australie    |
| 1999 | France   | Royaume-Uni | Allemagne | Japon     | Mexique   | Suisse    | Italie    | Belgique  | Brésil    | Pays-Bas     |
| 1998 | France   | Royaume-Uni | Japon     | Allemagne | Suisse    | Mexique   | Italie    | Belgique  | Australie | Belgique     |

## Fournisseurs de statistiques
Le principal producteur de statistiques touristiques au Québec est le ministère du Tourisme du Québec, connu aussi sous le nom de Tourisme Québec. L'un des sept domaines d'intervention identifiés dans la Politique touristique du Québec, adoptée en 2005, porte d'ailleurs sur la connaissance et la recherche. Les autres producteurs publics de statistiques sont Statistique Canada, l'Institut de la statistique du Québec, Destination Canada et les ministères associés au tourisme (culture, ressources naturelles, loisirs, agriculture, etc.).
Parmi les références privées, le Réseau de veille en tourisme est considéré comme la référence québécoise en informations sur les tendances touristiques internationales. Cet organisme a été créé en 2004 par la Chaire de Tourisme Transat de l’École des sciences de la gestion de l’Université du Québec à Montréal. D'autres sources privées : les associations touristiques régionales, dont Tourisme Montréal et l'Office du tourisme de Québec, et certaines firmes de marketing comme Léger Marketing, Desjardins Marketing, le Groupe DBSF, etc.